# 戸田忠居
戸田 忠居（とだ ただおき）は、江戸時代後期の下野国足利藩の世嗣。通称は玄蕃。

## 略歴
5代藩主・戸田忠喬の長男として誕生。
嫡子だったが病弱のため廃嫡され、家督を継ぐことはなかった。代わって弟・忠禄が嫡子、のち藩主となっている。